# Léopards de Transfoot
Léopards de Transfoot is een Malagassische voetbalclub uit Toamasina. In 2003 won de club de Malagassische voetbalbeker. Tegenwoordig komt de club uit in de eerste voetbaldivisie van Madagaskar.

## Erelijst
| Nationaal                  |    |      |
| Malagassische voetbalbeker | 1x | 2003 |